# Velika prsna mišica
Velika prsna mišica (latinsko musculus pectoralis major) izvira s ključnice, prsnice in s hrustancev tretjega do petega rebra. S kito se pripenja na greben velike grče nadlahtnice. Sestavljena je iz treh delov pars sternocostalis, pars clavicularis, pars abdominalis. Mišica dela sprednjo pazdušno gubo, je primikalka zgornjega uda in ga obrača navznoter (glej tudi ramenski sklep).
Oživčuje jo pektoralni živec (C6 in C8).